# Laloides auripes
Laloides auripes là một loài ruồi trong họ Asilidae. Laloides auripes được Bromley miêu tả năm 1930. Loài này phân bố ở miền Ấn Độ - Mã Lai.